# Mo Mowlam
Marjorie "Mo" Mowlam, född 18 september 1949 i Watford, Hertfordshire, död 19 augusti 2005 i Canterbury, Kent, var en brittisk politiker inom Labourpartiet. Hon var parlamentsledamot för valkretsen Redcar 1987-2001 och minister för Nordirland 1997-1999. 
Hon var en av New Labours mest karismatiska politiker och hennes framgångsrika kamp mot en hjärntumör gjorde henne till en mycket populär politiker i Storbritannien.
Mowlam läste sociologi och antropologi vid University of Durham. Därefter arbetade hon för den brittiske parlamentsledamoten Tony Benn i London och den amerikanska skribenten Alvin Toffler i New York, innan hon doktorerade vid University of Iowa. Efter att ha undervisat vid University of Wisconsin-Milwaukee och Florida State University återvände hon till England 1979 och började undervisa vid University of Newcastle-upon-Tyne.